# Het offer van Abraham (atelier van Rembrandt)
Het offer van Abraham is een schilderij uit het atelier van Rembrandt, mogelijk met correcties van Rembrandt zelf. Het schilderij bevindt zich in de Alte Pinakothek in München.

## Voorstelling
Het schilderij is een vrije kopie naar Rembrandts Het offer van Abraham uit 1635 dat zich bevindt in de Hermitage in Sint-Petersburg. Vergeleken met het origineel is de versie in München veel schetsmatiger en expressiever: er is meer angst, er zijn meer tranen op de wangen van Abraham, en er is meer pathetiek. De engel, die Abraham ervan weerhoudt zijn zoon Isaak te offeren, is geheel anders. Hij is naar links gewend en kijkt niet naar Isaak, zoals op de versie in Sint-Petersburg, maar naar Abraham. Verder bevat de voorstelling op de achtergrond links een ram, die op de versie in Sint-Petersburg ontbreekt, terwijl de vuurpot op de versie in München juist is weggelaten.

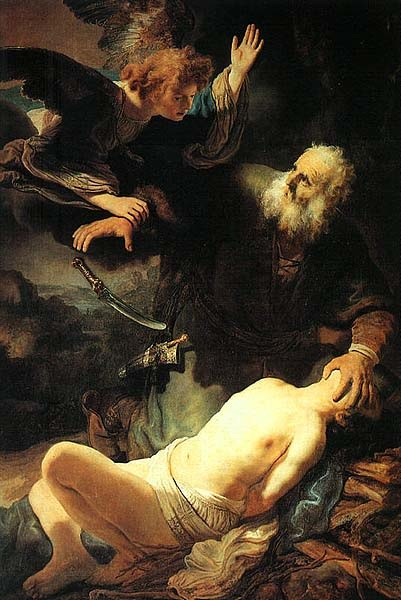
Rembrandt, Het offer van Abraham, 1635, Sint-Petersburg, Hermitage.

## Toeschrijving en datering
Het schilderij bevat onderaan de inscriptie ‘Rembrandt. verandert. En overgeschildert. 1636’. Er bestaat onder kunsthistorici verschil van mening over de manier waarop dit opschrift gelezen moet worden. Vrij algemeen gaat men ervan uit dat een leerling van Rembrandt (volgens Werner Sumowski en anderen was dit Govert Flinck) een kopie maakte naar Rembrandts Offer van Abraham en dat Rembrandt deze vervolgens verbeterde. De uitvoering is volgens het Rembrandt Research Project, in vergelijking met het exemplaar in Sint-Petersburg, veel directer en schetsmatiger, vooral in de gedeelten waarin het werk van het origineel verschilt. Met name de engel ‘is least in keeping with what one would expect Rembrandt to have made of it’ (is het minst in overeenstemming met wat Rembrandt ervan zou maken).
Dat het schilderij afkomstig is uit Rembrandts atelier staat vast. Het doek waarop het geschilderd is, is afkomstig van dezelfde rol als dat van Rembrandts Het feestmaal van Belsazar en Rembrandts Minerva uit ongeveer dezelfde tijd. De inscriptie is, in tegenstelling tot wat vroeger werd gedacht, authentiek, want deze vertoont dezelfde craquelé als de verflaag waarop deze is aangebracht.

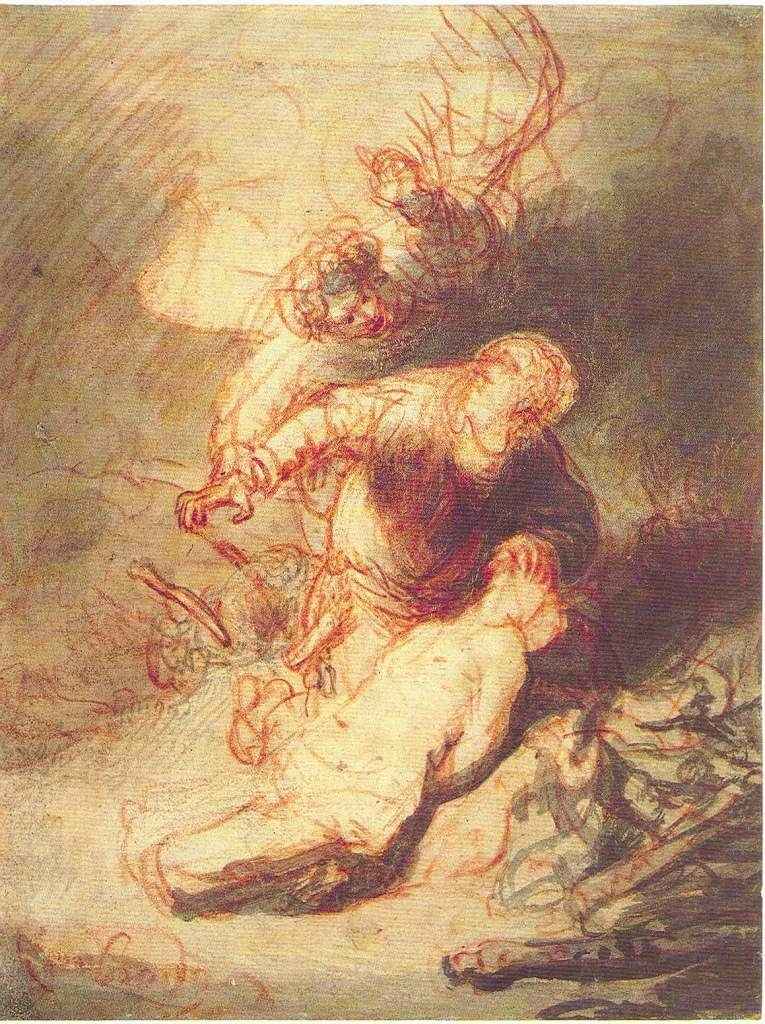
Rembrandt. Het offer van Abraham. Ca. 1634-1635. Rood en zwart krijt, grijs gewassen op papier. Londen, British Museum.

Uit onderzoek met infraroodreflectografie bleek dat onder de vleugels van de engel de contouren van twee andere vleugels schuilgaan, die overeenkomen met die van het origineel in Sint-Petersburg. Daarnaast bevindt zich in het British Museum in Londen een getekende versie van de compositie die algemeen aan Rembrandt wordt toegeschreven. De engel op deze tekening komt echter het meest overeen met die op de versie in München en niet die op het origineel. Verder is bij restauratie door Hubert von Sonnenberg in de behandeling van enkele details een afwijkende penseelvoering ontdekt, mogelijk die van Rembrandt zelf. Kunsthistoricus Henk van Os maakt in 2005 op grond van deze gevens de volgende reconstructie:
1. een leerling maakt een kopie naar Rembrandts Offer van Abraham
2. Rembrandt maakt een tekening voor een verbeterde versie
3. de leerling verandert de kopie met behulp van deze tekening
4. Rembrandt retoucheert onderdelen van het nieuwe schilderij

## Herkomst
De versie in München is waarschijnlijk gemaakt in een nieuwe opdracht. De opdrachtgever is echter onbekend. Het werk werd op 16 september 1760 voor het eerst gesignaleerd op een anonieme veiling bij veilinghuis De Winter v.d. Schley in Amsterdam (als 'De Historie van Abraham, daar hij zyn Zoon Isaak offert, zeer kragtig en konstig geschildert door Rembrandt, hoog 7 breet 4,5 voet'). De koper, kunsthandelaar Hendrik de Winter, verkocht het later dat jaar aan Lambert Krahe, die het kocht voor de verzameling van Karel Theodoor, keurvorst van de Palts in Mannheim. Nadat Karel Theodoor ook keurvorst van Beieren werd, in ieder geval voor 1799, werd het werk overgebracht naar München.